# Matthew C. Perry
Matthew Calbraith Perry (Newport, Rhode Island, 10. ožujka 1794. – New York, 4. travnja 1858.) bio je američki časnik – prije smrti imao je čin komodora (engleski: Commodore).
Matthew Calbraith Perry je 1853. prisilio Japan da otvori luke za strance.